# Vostočnyj (Mosca)
Il quartiere Vostočnyj (in russo Район Восточный?, "orientale") è un quartiere di Mosca sito nel Distretto Orientale.
Sito a circa 2 chilometri oltre l'MKAD lungo la Ščëlkovskoe Šosse, fu fondato per gestire la centrale dell'acquedotto orientale. Nel giugno del 1939 viene classificato come villaggio operaio e battezzato Stalininskij. Nel novembre 1961 viene ribattezzato Vostočnyj e incluso nel territorio di Mosca come parte del quartiere Pervomajskij.